# 赤松太郎峠

赤松太郎峠（あかまつたろうとうげ）は、熊本県八代市と熊本県葦北郡芦北町を結ぶ峠。津奈木太郎峠や佐敷太郎峠とともに三太郎峠と呼ばれる。標高138m。

## 地理
三太郎峠のある地域は中央構造線（臼杵八代構造線）の南端に位置する。峠ごとに岩質が異なり赤松太郎峠は蛇紋岩からなる。薩摩街道時代から難所の一つとして知られ、あまりにも急峻であったため住民は海路を使うことも多かった。
明治時代の国道整備では、三太郎峠のうち津奈木太郎峠と佐敷太郎峠では隧道が掘られたのに対し、赤松太郎峠では掘り割りで通すこととなった。津奈木太郎峠や佐敷太郎峠とともに隧道を掘削する計画があったが、国外から招いた技師から赤松太郎峠の岩質が膨張性の蛇紋岩であり掘削は困難と助言されたことによる。
第二次世界大戦後、いわゆる「三太郎国道」の整備では膨張性の岩質に悩まされたが、1965年（昭和40年）に赤松トンネル（680m、現国道3号）が完成した。
2009年にはE3A 南九州西回り自動車道の新赤松トンネルが開通した。

## 沿革
- 1965年（昭和40年） - 赤松トンネル完成[2]
- 2009年（平成21年） - 南九州西回り自動車道田浦IC - 芦北IC間開通に伴い新赤松トンネル供用開始。